# Sheathbill Bay
Die Sheathbill Bay ist eine kleine Bucht an der Nordküste Südgeorgiens. Sie liegt nördlich des Rosita Harbour, von dem sie durch eine schmale Halbinsel getrennt ist.
Das UK Antarctic Place-Names Committee benannte die Bucht 1977 nach dem Weißgesicht-Scheidenschnabel (Chionis alba, englisch snowy sheathbill), der hier häufig anzutreffen ist.